# 美麗大師
美麗大師（英語：Beauty Only，來港前稱），是一匹曾在意大利和香港出賽的已退役賽駒，來港後練馬師是告東尼，為2016/2017馬季最佳一哩馬。競賽生涯中一勝國際一級賽。

## 簡介
2013年11月1日，包富彪策騎「美麗大師」勝出意大利羅馬卡帕萊馬場的國際三級賽Premio Guido Berardelli。其後，「美麗大師」被運來香港服役，加盟告東尼馬房。
2015年1月18日，郭能策騎「美麗大師」勝出香港一級賽香港經典一哩賽。
2015年9月13日，郭能策騎「美麗大師」勝出第一班盃賽廣東讓賽盃。
2016年4月3日，郭能策騎「美麗大師」勝出香港二級賽主席錦標。
2016年11月20日，潘頓策騎「美麗大師」勝出香港二級賽馬會一哩錦標。
2016年12月11日，潘頓策騎「美麗大師」勝出國際一級賽香港一哩錦標。
2018年4月8日，郭能策騎「美麗大師」勝出國際二級賽主席錦標，使得「美麗大師」相隔兩年之後再度奪得這項賽事的勝利。
2019年2月28日，「美麗大師」被獸醫發現左前蹄球節受傷。
2019年3月16日，多次策騎「美麗大師」的騎師郭能透露此駒即將退役。
2019年3月18日，「美麗大師」宣告退役，正式結束其競賽生涯。「美麗大師」退役後，被送往澳洲墨爾本的Living Legends牧場頤養天年。

## 在港勝出賽事全紀錄
| 比賽日期   | 賽事名稱             | 賽事班次 | 賽道 | 賽事路程 | 比賽馬場 | 名次 | 完成時間 | 騎師 |
| ---------- | -------------------- | -------- | ---- | -------- | -------- | ---- | -------- | ---- |
| 05/10/2014 | 喜慶讓賽             | 第三班   | 草地 | 1600米   | 沙田馬場 | 1    | 1:35.07  | 郭能 |
| 09/11/2014 | CYBER COLORS讓賽     | 第二班   | 草地 | 1600米   | 沙田馬場 | 1    | 1:34.34  | 郭能 |
| 18/01/2015 | 香港經典一哩賽       | HKG1     | 草地 | 1600米   | 沙田馬場 | 1    | 1:33.95  | 郭能 |
| 13/09/2015 | 廣東讓賽盃           | 第一班   | 草地 | 1600米   | 沙田馬場 | 1    | 1:21.83  | 郭能 |
| 03/04/2016 | 主席錦標             | HKG2     | 草地 | 1600米   | 沙田馬場 | 1    | 1:33.22  | 郭能 |
| 20/11/2016 | 中銀理財馬會一哩錦標 | G2       | 草地 | 1600米   | 沙田馬場 | 1    | 1:33.79  | 潘頓 |
| 11/12/2016 | 浪琴表香港一哩錦標   | G1       | 草地 | 1600米   | 沙田馬場 | 1    | 1:33.48  | 潘頓 |
| 08/04/2018 | 主席錦標             | G2       | 草地 | 1600米   | 沙田馬場 | 1    | 1:32.84  | 郭能 |

## 在港以外大賽出賽全紀錄
| 比賽日期   | 賽事名稱                | 賽事班次 | 賽道 | 賽事路程 | 比賽馬場   | 名次 | 完成時間 | 騎師   |
| ---------- | ----------------------- | -------- | ---- | -------- | ---------- | ---- | -------- | ------ |
| 01/11/2013 | Premio Guido Berardelli | G3       | 草地 | 1800米   | 卡帕萊馬場 | 1    | 1:48.86  | 包富彪 |

## 外部連結
- . 2015-01-18  [2015-01-18]. （原始内容存档于2018-12-29）.
- . 2015-09-13  [2015-09-13]. （原始内容存档于2018-12-29）.
- . 2016-04-03  [2016-04-03]. （原始内容存档于2018-12-29）.
- . 2016-11-20  [2016-11-20]. （原始内容存档于2018-12-29）.
- . 2016-12-11  [2016-12-11]. （原始内容存档于2018-12-29）.
- . 2018-04-07  [2018-04-07]. （原始内容存档于2018-11-30）.
- . 2018-04-08  [2018-04-08]. （原始内容存档于2018-10-17）.